# François de Tournon
François de Tournon (Tournon-sur-Rhône 1489 † 1562 Saint-Germain-en-Laye) va ser un diplomàtic i cardenal francès. Des de 1536 també va ser un cap militar de les forces franceses que operaren a la Provença, la Savoia i el Piemont. En el mateix any va fundar el Col·legi de Tournon. Durant un temps va ser ministre de Relacions Exteriors de França.
Destinat per imposició de la seva família entra a l'orde dels Agustins, va ser nomenat arquebisbe d'Embrun amb només 28 anys (30 de juliol de 1518). El 1519 va rebre la posició de l'abat comanador de l'Abadia de la Chaise-Dieu, un càrrec que va ocupar fins a 1562.
El 1526 va ser nomenat Arquebisbe de Bourges i després, el 1530 va ostentar el càrrec de cardenal prevere de Santi Marcellino e Pietro nomenat pel Papa Climent VII.
El 1537, fou majordom de la vuitena guerra de Piemont. El 1538, va guanyar l'intercanvi de l'Arquebisbat de Burgos contra l'Arquidiócesis d'Auch, més rica.
Quan Anne de Montmorency cau en desgràcia, actua com a assessor i ministre de Relacions Exteriors del rei de França des de 1541, sense rebre un títol formal.
També va ser ambaixador del rei Enric II de França a diferents regnes. Des de 1547 va passar vuit anys a Itàlia. El 1551 va ser nomenat arquebisbe de Lió.
El 1559 gairebé va aconseguir ser elegit Papa (Finalment pujà al tron de Sant Pau Pius IV), que no obstant això el va fer cardenal bisbe de Velletri, Ostia i degà del Sacre Col·legi. Després de la mort d'Enric II (que va ser assassinat durant un torneig). El 1560, va tornar a la cort de França, anomenat per la reina Caterina de Mèdici per presidir el consell nacional encarregat de la reforma de l'Església de França. El consell reial li fou hostil per les concessions als protestants, a més va presidir la Conferència de Poissy.
Temporalment enterrat a Saint-Germain-en-Laye, on va morir el 1562, el seu cos va ser traslladat a la capella de l'escola Tournon que ell va fundar el 1536, ara conegut com el Liceu Gabriel Faure.
En el 6è arrondissement de París, un carrer porta el seu nom (La rue de Tournon).